# Gà Maryland
Thuật ngữ "Gà Maryland" đề cập đến một món ăn lịch sử gắn liền với tiểu bang Maryland của Hoa Kỳ, nhưng ở các quốc gia khác thì nó lại có nghĩa khác. Tại quê hương của thuật ngữ, món ăn gồm gà rán ăn kèm với nước sốt kem thịt.

## Lịch sử và cách chế biến
Nhiều gia đình ở Maryland có công thức nấu ăn gia truyền cho món ăn này, và đây vẫn là đặc sản của vùng trong các nhà hàng ở Bờ Đông. Yếu tố cơ bản giúp phân biệt giữa gà rán Maryland với gà rán miền Nam là thay vì nấu gà trong lớp dầu hoặc shorteing dày vài inch, thì gà được chiên trong chảo nặng (theo truyền thống làm bằng gang) và đậy nắp kín sau khi chiên sơ qua để gà được hấp cũng như chiên. Sau đó, người ta thêm sữa hoặc kem vào nước chảo để tạo ra nước sốt kem thịt trắng - một thứ thức ăn đặc trưng khác của Maryland.
Escoffier có một công thức cho món "Chicken à la Maryland" trong cuốn sách nấu ăn nổi tiếng Ma Cuisine của mình.

## Úc
Ở Úc, thuật ngữ "Gà Maryland" dùng để chỉ kiểu cắt của người bán thịt (toàn bộ phần chân, bao gồm má đùi và đùi tỏi).

## Anh Quốc
Tại một số nhà hàng Trung Quốc ở Vương quốc Anh (đặc biệt là ở Scotland), người ta có thể tìm thấy món Gà Maryland ở mục "Món Âu" trong thực đơn. Món ăn bao gồm ức gà tẩm bột chiên ngập dầu ăn kèm với một lát thịt xông khói, chuối hoặc dứa chiên (hoặc cả hai) và khoai tây chiên.

## Ở những nơi khác
Những biến tấu khác của món ăn đã được ghi nhận lại bao gồm: đùi gà rán với giăm bông và hushpuppy (một loại bột nhão làm từ bột mì, trứng, dầu và sữa hoặc nước, sau đó thêm ngô rồi chiên ngập); gà tẩm bột chiên xù với hushpuppy cùng chuối chiên bột và dứa; cánh gà & đùi gà tẩm bột chiên giòn với chuối áp chảo.
Có thể tìm thấy một vài biến tấu kiểu Đông Nam Á, chẳng hạn như một món ăn gồm đùi gà tẩm bột, hushpuppy và nước thịt, phục vụ cùng những lát khoai tây chiên giòn, cà rốt non, nửa quả cà chua chiên và chuối chiên.
Ở Argentina và một số quốc gia Nam Mỹ lân cận, Suprema de Pollo Maryland là một phần ức gà mỏng được nghiền nhỏ, tẩm bột rồi chiên, ăn kèm với kem bắp tàu, đậu Hà Lan, thịt xông khói (pancetta), khoai tây chiên và chuối chiên.
Ở Trung Quốc, Gà Maryland thường được phục vụ với khoai tây nghiền và nước thịt ngô ngọt.
Thực đơn bữa trưa hạng nhất cuối cùng trên tàu RMS Titanic có một món ăn tên là "Chicken à la Maryland".
Trong cuốn tiểu thuyết của F. Scott Fitzgerald, Tender is the Night, Nicole Diver đã tìm kiếm công thức chế biến món gà Maryland khi đang nằm trên bãi biển.
Trong bộ phim Christmas in Connecticut, một trong những người sống sót sau vụ chìm tàu đã ăn gà Maryland trong bệnh viện.
Trong bộ phim năm 1929, Sally, có một khách quen của nhà hàng gọi món Chicken a la Maryland.